# Quartiere IACP Ripamonti
Il quartiere IACP Ripamonti è un complesso di edilizia residenziale pubblica di Milano realizzato tra via Ripamonti e viale Toscana, nel quartiere Vigentino. Fu il primo quartiere popolare pubblico di Milano.

## Storia e descrizione
Nei primi 40 anni dall'unità d'Italia la città di Milano aveva visto profondi cambiamenti: travolta da un deciso sviluppo industriale, la città aveva visto la sua popolazione quasi raddoppiare perlopiù grazie alla manodopera necessaria all'industria cittadina. Fu così che, grazie alle proposte del disegno di legge Luzzatti e l'istituzione dell'Istituto Case Popolari, tra il 1902 e il 1906, fu ideato e realizzato il quartiere destinato all'accoglienza di famiglie a basso reddito, il primo di Milano. La soluzione abitativa consisteva in un condominio disposto su tre piani, quasi totalmente privo di elementi decorativi, a ballatoio in ferro battuto, con un lussureggiante giardino interno, vai cui si affacciavano anche servizi comuni come la sala lavatoio e l'asilo. A causa dei bombardamenti della seconda guerra mondiale, è stato demolito un intero blocco abitativo. 

Per diversi decenni il complesso ha versato in cattive condizioni dovute alla mancanza di manutenzione straordinaria. Negli anni 2000 Aler (subentrato a IACP) ha iniziato un processo  di vendita degli appartamenti del caseggiato esposto su via Ripamonti/Soave: questa privatizzazione ha portato, a partire dal 2013,  alla riqualificazione del condominio, sia dell'esterno che delle parti interne. Nel 2022 anche il caseggiato ubicato su Ripamonti/Toscana, ancora di proprietà di ALER, è stato oggetto di ristrutturazione della facciata e delle parti comuni.